# Nedokončené příběhy
Nedokončené příběhy (celým názvem Nedokončené příběhy Númenoru a Středozemě, anglicky Unfinished Tales of Númenor and Middle-earth) je kniha J. R. R. Tolkiena, obsahující doplňkové, vedlejší a alternativní verze příběhů, popsaných ve třech hlavních Tolkienových knihách - Hobitovi, Pánu Prstenů a Silmarillionu. Kniha byla vydána až po autorově smrti v r. 1980. K vydání ji připravil, uspořádal a opatřil poznámkami Tolkienův syn Christopher. V češtině poprvé vyšla v r. 1994.

## Struktura knihy
Knihu netvoří jeden příběh, zahrnuje mnoho různých příběhů, které rozšiřují informace z ostatních Tolkienových knih. Ani tyto jednotlivé příběhy nejsou ucelené, mají různý rozsah i strukturu, a u většiny z nich některé části chybí. Přesto tvoří zajímavé doplnění středozemské historie, pomáhají ji lépe pochopit, vysvětlují některá nejasná místa - dozvíme se například, jak by vypadal příběh Hobita, kdyby jej nevyprávěl Bilbo, ale Gandalf, nebo tu najdeme nové informace o Istari (čarodějích). Pro lepší orientaci je kniha chronologicky rozdělena na "věky", tedy dlouhá časová období Středozemě.
Kniha vychází z Tolkienovy pozůstalosti, většinou jde o původní autorův doslovný text (s výjimkou jmen postav a míst, která sám Tolkien velmi často měnil i v průběhu psaní), doplněný o vysvětlující poznámky Christophera Tolkiena. Pouze v několika příbězích (Příběh Galadriel a Celeborna) byly původní Tolkienovy poznámky natolik útržkovité, že je Christopher musel uspořádat do jednotného příběhu.

## Obsah

### Část první:První věk
Tyto příběhy rozšiřují informace o Prvním věku, tzn. o době před Válkou Hněvu a potopením Beleriandu. Tolkien z tohoto období plánoval napsat tři tragické romány, „Pád Gondolinu“, „Beren a Lúthien“ a „Příběh Húrinových dětí“. Z druhého jmenovaného se nezachovalo nic, zlomky z druhých dvou jsou publikovány následovně:
- O Tuorovi a jeho příchodu do Gondolinu - zlomky z „Pádu Gondolinu“, ze kterého se zachoval jen začátek, popisující cestu Tuora Dor-lóminského do Skrytého města.
- Narn i Hîn Húrin - příběh Húrinových dětí, druhý z velkých příběhů, kterému chybí podstatná část ve středu příběhu. Ucelený příběh byl vydán r. 2007 jako Húrinovy děti.

### Část druhá:Druhý věk
- Popis ostrova Númenoru - podrobný popis uspořádání ostrova Númenoru.
- O Aldarionovi a Erendis - námořníkova žena - jediný vytvořený ucelený příběh o Númenoru před jeho pádem.
- Elrosova linie: králové Númenoru - stručné životopisy númenorských králů, Númenor směřuje od nadějného začátku k velmocenskému postavení až k tragické zkáze, přesto má každý númenorský král svůj vlastní příběh, ukázka toho, jak nesmírnou pozornost svému světu Tolkien věnoval.
- Příběh Galadriel a Celeborna - koncepčně složitý příběh, sahající od počátku světa až do Třetího věku, Tolkien navíc vytvořil několik protichůdných verzí.

### Část třetí:Třetí věk
- Pohroma na Kosatcových polích - popis bitvy na Kosatcových polích z počátku Třetího věku, v níž Isildur ztratil Prsten.
- Cirion a Eorl a přátelství Gondoru a Rohanu - rozšíření příběhu o uzavření spojenectví mezi Gondorem a Rohanem, jehož krátká verze se objevuje v dodatcích k Návratu krále.
- Výprava k Ereboru - podrobné informace o pozadí Hobita, vysvětlení, jak došlo k tomu, že Thorin s sebou vzal na trpasličí výpravu hobita; opět jde o rozšíření krátké verze z dodatků k Návratu krále.
- Honba za Prstenem - několik krátkých příběhů, popisujících pohyby nazgûlů při pronásledování Froda s Prstenem.
- Bitvy u brodů přes Želíz - podrobný popis dvou bitev mezi Rohanem a Železným pasem, které jsou zmiňovány ve Dvou věžích, ale není tam o nich více údajů, protože se jich neúčastnila žádná z hlavních postav. V bitvách přišel o život Théodred, jediný syn krále Théodena.

### Čtvrtá část
Čtvrtá část zahrnuje několik pojednání.
- Drúadané - pojednání o zvláštní rase pitvorných, ale statečných lidí, jejichž poslední zbytek ve Třetím věku přežíval na hranicích Gondoru a významně pomohl králi Théodenovi při jeho tažení do bitvy na Pelennorských polích.
- Istari - pojednání o řádu Istari - čarodějů, kteří přišli do Středozemě na pomoc v boji proti Sauronovi. Největšími z nich byli Gandalf a Saruman.
- Palantíry - pojednání o Vidoucích kamenech, které se poprvé objevují ve Dvou věžích.